# Julianne Morris
Julianne Morris (ur. 8 maja 1968 w Columbii) – amerykańska aktorka telewizyjna.
Znana z roli Amy Wilson z opery mydlanej Żar młodości, w której występowała od 18 listopada 1994 do 22 maja 1996 roku.
Po ukończeniu pracy na planie serialu Żar młodości, pojawiła się w serialu Dni naszego życia, gdzie grała postać Grety Von Amburg od 15 maja 1998 do 19 kwietnia 2002. W międzyczasie pojawiła się w serialu przygodowym Przygody Sindbada, w którym grała złą czarownicę Ruminę.
W późniejszym okresie pojawiała się gościnnie w paru produkcjach telewizyjnych.